# العبودية في الأردن
العبودية في الأردن غير قانونية ومع ذلك مثل العديد من البلدان الأخرى تعاني من قضايا تتعلق بالاتجار بالبشر. تاريخيا كانت العبودية في المنطقة التي أصبحت فيما بعد دولة الأردن الحديثة كبيرة خلال فترة الإمبراطورية العثمانية.
كانت المنطقة واحدة من وجهات تجارة الرقيق في البحر الأحمر للأفارقة المستعبدين حتى القرن العشرين. تم حظر العبودية في إمارة شرق الأردن في عام 1929 ولكن تم الإبلاغ عن أنها لا تزال موجودة في الممارسة العملية في أربعينيات القرن العشرين. العديد من أعضاء الأقلية الأفرو-أردنية هم من نسل العبيد السابقين.

## التاريخ
تاريخيا انعكست مؤسسة العبودية في منطقة الأردن المتأخرة في مؤسسة العبودية في الخلافة الراشدة (632-661) والعبودية في الخلافة الأموية (661-750) والعبودية في الخلافة العباسية (750-1258) والعبودية في سلطنة المماليك (1258-1517) وأخيرا العبودية في الإمبراطورية العثمانية (1517-1918).
كان الأردن قريبا من تجارة الرقيق في البحر الأحمر والتي كانت تتاجر بالأشخاص المستعبدين من شرق إفريقيا عبر البحر الأحمر إلى شبه الجزيرة العربية منذ العصور القديمة.
من المعروف أن مزارع قصب السكر في وادي الأردن الجنوبي المزروعة خلال العصر الأيوبي (1187-1260) والمملوكي (1250-1517) كانت تستخدم عمالة العبيد ولكن من غير المعروف أي عرق ينتمي إليه العبيد أو كيف وصلوا إلى الأردن. من عام 1500 فصاعدا هناك ثلاثة طرق معروفة للعبيد إلى الأردن وفلسطين: الصوماليون ضحايا تجارة الرقيق في البحر الأحمر الذين اشتروهم مع الحجاج عند عودتهم من الحج والأحباش الذين اشتروهم إلى فلسطين والأردن من قبرص وإسطنبول والعبيد الذين اشتروهم في أسواق العبيد في مصر.
وفقا للتقاليد الإسلامية تم استخدام العبيد الإناث كخادمات منزليات أو محظيات (عبيد جنس) كما تم استخدام العبيد الذكور بالإضافة إلى العمل الشاق كخدم وحراس شخصيين وشعراء لزعماء القبائل البدوية خلال القرنين التاسع عشر والعشرين.
كانت الأردن تابعة للإمبراطورية العثمانية في الفترة من 1517 إلى 1921. كانت العبودية جزءا مهما من اقتصاد الإمبراطورية العثمانية. خلال أواخر القرن التاسع عشر بذلت الإمبراطورية العثمانية رسميا جهودا لكبح جماح تجارة الرقيق في مقاطعات الإمبراطورية. ومع ذلك في الممارسة العملية لم يكن لهذه الجهود أي تأثير فعلي في الأردن.

### الإلغاء
في عام 1921 تحولت الأردن العثمانية السابقة إلى إمارة شرق الأردن (1921-1946) والتي كانت محمية بريطانية. كانت الإمبراطورية البريطانية بعد توقيعها على اتفاقية العبودية لعام 1926 كعضو في عصبة الأمم ملزمة بالتحقيق في العبودية وتجارة الرقيق والإبلاغ عنها ومكافحتها في جميع الأراضي الخاضعة للسيطرة المباشرة أو غير المباشرة للإمبراطورية البريطانية. ألغت بريطانيا العبودية في شرق الأردن قانونيا في عام 1929. تم دمج الحظر البريطاني على العبودية في الدستور وبعد عام 1929 لم تكن هناك عبودية رسميا في الأردن.
في عام 1934 أشار تقرير صادر عن اللجنة الاستشارية للخبراء بشأن العبودية التابعة لعصبة الأمم إلى أن العبيد ما زالوا يحتفظ بهم بين شيوخ البدو في الأردن وفلسطين وأن العبودية ظلت قائمة تحت ستار المحسوبية.
على الرغم من حظر العبودية رسميا على الورق فقد ورد أن العبودية لا تزال موجودة في الممارسة العملية في الأردن حتى أواخر الأربعينيات.
العديد من أعضاء الأقلية الأفرو-أردنية هم من نسل العبيد السابقين.

## العبودية الحديثة في الأردن
الأردن هو مصدر ووجهة ودولة عبور للبالغين والأطفال الذين يتعرضون للعمل القسري وبدرجة أقل الاتجار بالجنس. تهاجر النساء من جنوب شرق آسيا وشرق إفريقيا طواعية إلى الأردن للعمل بين ما يقدر بنحو 50 ألف عاملة منزلية أجنبية في البلاد وتتعرض بعض العاملات المنزليات للعمل القسري. لا يمكن للعديد من هؤلاء العمال العودة إلى بلدانهم الأصلية بسبب التهم الجنائية المعلقة ضدهم أو عدم قدرتهم على دفع غرامات تجاوز مدة الإقامة أو أجرة الطائرة إلى الوطن.